# 2022年10月

## 10月1日
- 尼加拉瓜宣布与荷兰断交。[1]
- 印度尼西亚坎朱鲁汉体育场发生严重球迷骚乱并引发踩踏事故，造成至少153人死亡。[2]
- 美國太空公司螢火蟲太空研發的螢火蟲阿爾法自加利福尼亞州范登堡太空軍基地成功發射升空[3]。
- 2022年拉脱维亚议会选举举行。

## 10月2日
- 2022年保加利亚议会选举举行，博伊科·鲍里索夫带领的GERB赢得67议席。
- 2022年波斯尼亚和黑塞哥维那大选举行。
- 2022年巴西大选举行第一轮选举，自由党以16.5%与24.9%的选票成为参众两院第一大党，因无人取得过半总统选举选票，卢拉和博索纳罗及其竞选搭档进入10月30日的第二轮选举。

## 10月3日
- 瑞典生物學家斯萬特·帕博因為其在滅絕人類DNA定序的貢獻而獲得諾貝爾生理學或醫學獎[4]。

## 10月4日
- 阿兰·阿斯佩、约翰·克劳泽、安东·蔡林格获得诺贝尔物理学奖，以表彰三人试验光子纠缠、建立贝尔不等式的违背验证及开辟量子信息科学。[5]
- 歐洲議會以602贊成票、13反對票通過法案，2024年開始歐洲聯盟境內的充電接頭統一使用USB Type-C。[6]
- 朝鮮持續試射導彈，一枚導彈射程達4500多公里，越過日本上空，使日本發佈警報[7]。

## 10月5日
- 卡罗琳·贝尔托西、莫滕·梅爾達爾、卡尔·巴里·沙普利斯獲得诺贝尔化学奖，以表彰三人在点击化学與生物正交化学取得的成就[8]。
- 科威特发布埃米尔令，再次任命其长子谢赫·艾哈迈德·纳瓦夫·艾哈迈德·萨巴赫为科威特首相[9]。

## 10月6日
- 泰國一名前警官班雅（Panya Kamrab）在農磨蘭普府農磨蘭普的托兒所持槍隨機殺人，造成至少32人死亡，多數為兒童。[10]
- 安妮·因為勇敢、冷靜而敏銳地揭露了個體記憶的起源、隔閡與集體壓抑而獲得诺贝尔文学奖[11]。
- 欧洲政治共同体首届会议在捷克布拉格举行，欧盟27国与17个非欧盟国家和地区的领导人与会[12]。
- 載有4名太空人的SpaceX載人5號自美國美國佛羅里達州發射升空，其後與國際太空站展開對接[13]。

## 10月7日
- 白俄罗斯人权活动家、春天人权中心创办人阿莱斯·比亚利亚茨基、俄罗斯人权团体纪念和乌克兰人权组织公民自由中心因“促进批评权力的权利，保护公民的基本权利，并为记录战争罪行、侵犯人权和滥用权力作出杰出努力”而获颁2022年诺贝尔和平奖。[14]
- 2022年莱索托大选举行，繁荣革命获得近半数席位。

## 10月8日
- 连接俄罗斯本土和克里米亚半岛的克里米亞大橋发生爆炸，导致桥梁部分桥面被毁，乌克兰政府官员疑似就爆炸承认责任。[15][16]

## 10月9日
- 在日本大獎賽贏得冠軍後，衛冕的紅牛車隊荷蘭車手·提前五輪奪得2022年世界一级方程式锦标赛車手總冠軍[17]。
- 奧地利總統亞歷山大·范德貝倫在2022年總統選舉首輪投票中贏得連任[18]。
- 中国在酒泉卫星发射中心用长征二号丁运载火箭将先进天基太阳天文台发射升空[19]。

## 10月10日
- 本·伯南克、道格拉斯·戴蒙德、菲利普·迪布维格獲得諾貝爾經濟學獎，以表彰三人对銀行和金融危機的研究。[20]
- 俄罗斯军队向乌克兰首都基辅等多座城市发动大规模导弹袭击，造成至少14人死亡和数十人受伤。[21]
- 马来西亚政府宣布解散国会，并于该日起六十天内举行第十五届全国大选。[22]
- 在法航447号班机空难丧生的228名遇难者家属在13年前对空中客车以及法国航空提起诉讼后在巴黎法院宣判两家被告需面临225,000欧元的罚款[23]。
- 穆罕默德·代比宣誓就任乍得过渡政府总统。

## 10月12日
- 联合国大会投票以143個國家贊成「稱莫斯科的行為是非法」的壓倒性優勢通過決議，譴責俄羅斯企圖吞併烏克蘭的4個地區 ，宣佈俄羅斯在烏克蘭部分地區的所谓“公投”以及吞併領土的行為，依照國際法是非法和無效的[24][25][26]。
- 美國白宮發表長48頁的國家安全戰略文件，宣佈未來幾年美國面臨的壓倒性挑戰將是「超越中國並遏制俄羅斯」，同時也表示美國不尋求衝突或新冷戰[27]，會專注於恢復國內受損的民主。文件內在地緣政治方面指中國是美國最大的地緣政治挑戰，從長遠來看更擔心中國「將威權治理與修正主義外交政策相結合」的舉動，認定中國是唯一一個既有意圖，並有力量在多範疇重塑國際秩序的競爭者[28][29]。
- 萨利赫·凯布扎博被任命为乍得过渡政府总理。

## 10月13日
- 中共二十大召開前夕，北京市四通橋上出現一起政治抗議事件，抗議者通過在橋上懸掛橫幅和焚燒輪胎等方式反對時任中共中央總書記習近平大搞個人崇拜和獨裁統治、通過修憲終止「廢除領導終身制」以及他推行的動態清零政策等[30][31]。
- 2022年伊拉克总统选举举行，阿卜杜勒·拉蒂夫·拉希德当选并就任伊拉克总统。拉希德提名穆罕默德·希亚·苏丹尼为候任总理，委任他组建伊拉克新一届政府。

## 10月14日
- 英國環保人士在倫敦國家美術館展開抗議，並將番茄汁潑向荷蘭畫家文森·梵谷的著名畫作《向日葵》[32]。
- 莱索托总理穆凯齐·马乔罗在所属全巴索托大会党输掉大选后递交辞呈，并留守内阁至新首相宣誓就职。
- 英國財政大臣夸西·夸騰在首相莉茲·特拉斯要求下同意辭職，並由前外交大臣傑瑞米·杭特繼任[33]。

## 10月15日
- 塞爾維亞國家女子排球隊以3比0擊敗巴西國家女子排球隊，贏得2022年世界女子排球錦標賽冠軍[34]。

## 10月16日
- 中国共产党第二十次全国代表大会在北京开幕，中共中央总书记习近平代表第十九届中央委员会向大会作报告[35]。
- 中国驻英国曼彻斯特总领事馆有职员因示威者侮辱中共领导人习近平，与使馆外的示威者发生肢体冲突。[36]

## 10月17日
- 瑞典议会对议长提名的首相进行投票，温和党主席乌尔夫·克里斯特松当选瑞典首相，并于翌日就任[37]。
- 隸屬西班牙皇家馬德里足球俱樂部的法國籍前鋒卡里姆·本澤馬首度獲得金球獎[38]。
- 俄罗斯空军一架苏-34战斗轰炸机因引擎故障在俄罗斯港口城市叶伊斯克的居民区坠毁，引发一栋9层的公寓楼在火灾中损坏并造成13人死亡。机师则在飞机坠毁前弹射跳伞逃生。叶伊斯克宣布10月17日至19日举行哀悼[39]。
- 伊斯兰国杀害数百名平民后，占领马里东部的安松戈镇[40]。
- 联合国秘书长安东尼奥·古特雷斯称海地人面临“噩梦般的状况”，呼吁世界各国采取军事行动，在海地建立一个人道走廊。[41]
- 斯里蘭卡小說家謝漢·卡魯納提拉卡獲得2022年布克獎[42]。

## 10月18日
- 伊朗同意向俄罗斯提供用于乌克兰战争的中程导弹、地对地导弹和无人机[43]。
- 俄罗斯总统普京称“有人侵犯俄罗斯”，从周四午夜开始在最近吞并的乌克兰领土上实行戒严，"以确保俄罗斯的安全和安全的未来，保护我们的人民"。此外，在与乌克兰接壤的联邦主体和克里米亚引入了 "中等程度的戒备"[44]。

## 10月20日
- 上任仅45天的英国首相莉兹·特拉斯辞职，成为英国史上任期最短的首相。[45]
- 歐洲議會宣佈將2022年授予英勇抵抗俄羅斯人入侵的烏克蘭人民。[46]

## 10月21日
- 巴基斯坦选举委员会以伊姆蘭·汗没有事实申报他在担任总理期间从外国政客收到的一些礼物的理由，禁止前总理伊姆蘭·汗在五年内寻求政府中的民选职位[47]。

## 10月22日
- 中国共产党第二十次全国代表大会在北京举行闭幕会。大会闭幕当日选举产生了第二十届中央委员会和第二十届中央纪律检查委员会，并通过了关于《中国共产党章程（修正案）》的决议。前中共中央总书记胡锦涛提前退场[48]。
- 第57屆金鐘獎結果揭曉，陳亞蘭獲得戲劇節目男主角獎，成為首位獲得此獎的生理女性。[49]

## 10月23日
- 中共二十届一中全会选举出新一届中央领导机构成员，习近平再次连任中共中央总书记和中共中央军委主席，开启改革开放以来史无前例的第三任期，习近平派系基本上占据中央政治局全部席位[50]。
- 仁川国际机场飞往麥克坦-宿霧國際機場的大韓航空631號班機于麥克坦-宿霧國際機場冲出跑道。機上共173人全數生還[51]。
- 緬甸克欽邦帕敢一場音樂會遭緬甸軍政府空襲，造成至少50人死亡，約百人受傷。據克欽獨立軍等表示，該次活動其為紀念反叛軍爭取自治62週年而在坎西村舉行的音樂會。據目擊者所言，當時未有任何警告下飛機是在會場上空直接投下3枚炸彈，而事後軍方還阻止醫護人員將傷者轉到附近地區的醫院。聯合國駐緬甸國家工作隊發表聲明，指事件貌似是安全部隊不成比例地使用武力，而肇事者的責任必須予以追究。[52][53][54]

## 10月24日
- 里希·苏纳克在2022年10月英国保守党党魁选举中当选英国保守党党魁，成为英国历史上首位亚裔首相。[55][56]
- 美國司法部長加蘭和聯邦調查局長克里斯托弗·A·雷對外宣佈，總共有13位被美國政府認定為中國情報機構工作的中國公民，分別被紐約和新澤西的聯邦檢控部門提起訴狀，其中有2人被捕。司法部長表示他們是為中國政府在美國非法施加影響力活動的一部份。[57][58]

## 10月25日
- 歐洲大部分國家、亞洲西部以及北非等地區觀測到日偏食[59]。

## 10月27日
- 埃隆·马斯克以440亿美元的价格完成对Twitter的收购[60]。
- 宣誓就任塞尔维亚总理，这是她第三次担任该职务[61]。

## 10月28日
- 莱索托繁荣革命党领导人萨姆·马特凯恩宣誓就任莱索托首相[62]。
- 一名想袭击美国众议院议长南希·佩洛西的男子闯入她在旧金山的住所，袭击她的丈夫（英语：Attack on Paul Pelosi）保罗·佩洛西，导致他住院[63]。

## 10月29日
- 南韓首爾梨泰院的萬聖節慶祝活動發生[64]，截至10月30日，韓國政府證實死亡人數達154人，149人受傷，其中33人重傷[65][66]、报告失踪人数至少4,100人[67]。
- 索马里首都摩加迪沙教育部大楼外接连遭遇两起汽车炸弹袭击，造成至少 100 人死亡，300 人受伤[68]。
- 巴西以1比0擊敗，贏得2022年南美自由盃冠軍[69]。

## 10月30日
- 印度古吉拉特邦莫尔比市一座百年吊桥坍塌，上百余人遇难。[70][71][72][73]
- 巴西劳工党候选人、前总统路易斯·伊纳西奥·卢拉·达席尔瓦在2022年巴西大选中获胜，当选为新一任总统。[74]
- 日本職業棒球隊歐力士猛牛以4比2擊敗東京養樂多燕子，贏得2022年日本大賽冠軍[75]。

## 10月31日
- 中国空间站梦天实验舱于海南文昌航天发射场发射升空并成功进入预定轨道。[76]
- 黎巴嫩總統密歇爾·奧恩正式卸下職務，並因黎巴嫩議會未能選出繼任者而導致權力真空[77]。